# Cheikh Sabaly
Pour les articles homonymes, voir Sabaly.
Cheikh Tidiane Sabaly, né le 4 mars 1999 à Kolda (Sénégal), est un footballeur international sénégalais qui joue au poste d'ailier au FC Metz.

## Biographie

### Carrière en club

#### FC Metz (depuis 2018)
Formé à l'AS Génération Foot au Sénégal, Cheikh Sabaly rejoint la France et le FC Metz en 2018.
Il effectue ses premières minutes sous le maillot grenat le 18 novembre 2018 contre le Sarreguemines FC lors du 7ème tour de Coupe de France.
Lors du match contre l'AS Monaco FC le 30 août 2018 à Saint-Symphorien, Sabaly joue ses premières minutes en Ligue 1 (défaite 0-1).
C'est lors de la saison 2022-2023 en Ligue 2 BKT que Sabaly trouve petit à petit une place de titulaire au sein du FC Metz. Il est titulaire pour la première fois avec le club lors de la 14e journée contre l'AS Saint-Étienne (victoire 3-2).
Il marque son premier but sous les couleurs du FC Metz lors de la 18e journée contre le Nîmes Olympique (victoire 4-1).
Il réalise une fin de saison complète et participe grandement à la remontée en Ligue 1 du FC Metz avec un but important contre le FC Sochaux-Montbéliard et le SC Bastia lors des deux dernières journées du championnat.
Après une bonne saison avec le club, il prolonge jusqu'en 2026.
Lors de la saison 2023-2024 en Ligue 1, le joueur est régulièrement titulaire mais ne peut empêcher le FC Metz de redescendre en Ligue 2.
Lors du match contre le Rodez AF le 23 août 2024 en Ligue 2, Cheikh Sabaly inscrit le but le plus rapide de l'histoire du championnat à la 8e seconde du match. Il inscrit par la même occasion son premier doublé lors de ce match avec le FC Metz. Le 24 septembre 2024, il inscrit son premier triplé en carrière face au FC Martigues et devient par la même occasion l'unique meilleur buteur de Ligue 2 à l'issue de la 6e journée du championnat.
En novembre 2024, Hoffenheim souhaite rencontrer la direction du Metz pour proposer une offre d'au moins 4 millions d’euros afin de commencer les négociations. Un contrat d'une durée de quatre saisons et demie serait envisagé pour Cheikh Tidiane Sabaly à Hoffenheim.

#### Deux prêts au Pau FC (2019-2021)
Peu utilisé lors de sa première saison en Lorraine, le joueur est prêté lors de la saison 2019-2020 en National 1 au Pau FC. Il réalise une très bonne saison avec 12 buts et 8 passes décisives en 30 matchs de National 1 et de Coupe de France. Le club monte par la même occasion en Ligue 2 pour la première fois de son histoire.
Lors de la saison 2020-2021, le joueur est de nouveau prêté au Pau FC, mais en Ligue 2 cette fois-ci.

#### Prêt à l'US Quevilly-Rouen (2022)
Peu utilisé lors de la première partie de saison 2021-2022 avec Metz (6 matchs de Ligue 1 et 1 match de Coupe de France), Sabaly est prêté une nouvelle fois en Ligue 2 du côté de l'US Quevilly-Rouen jusqu'à la fin de saison.
Il est l'auteur de 2 buts et 3 passes décisives sous les couleurs du club normand.

### Carrière en sélection
Cheikh Sabaly joue son premier match avec le Sénégal le 9 septembre 2023 contre Rwanda en phases de groupe de qualification pour la CAN.
Auteur d'un bon début de saison en Ligue 2 avec le FC Metz, Sabaly est de nouveau sélectionné dans le groupe du Sénégal pour les deux dernières journées des éliminatoires de la prochaine Coupe d’Afrique des Nations.
Le 10 juin 2025, face à l'Angleterre en match amical, le joueur inscrit son premier but avec son pays qui l'emporte 3-1. 

## Palmarès

### En club
| FC Metz :                        |
| -------------------------------- |
| - Ligue 2 - Vice-champion : 2023 |

### Distinctions individuelles
- Trophée UNFP du joueur du mois de Ligue 2 de septembre 2024[19]

## Statistiques
| Saison                | Club                     | Championnat           | Championnat | Championnat | Championnat | Coupe nationale | Coupe nationale | Coupe nationale | Coupe de la Ligue | Coupe de la Ligue | Coupe de la Ligue | Play-offs | Play-offs | Play-offs | Total | Total | Total |
| Saison                | Club                     | Division              | M.          | B.          | P.d.        | M.              | B.              | P.d.            | M.                | B.                | P.d.              | M.        | B.        | P.d.      | M.    | B.    | P.d.  |
| 2018-2019             | FC Metz                  | Ligue 2               | -           | -           | -           | 1               | 0               | 0               | -                 | -                 | -                 | -         | -         | -         | 1     | 0     | 0     |
| 2020-2021             | FC Metz                  | Ligue 1               | 1           | 0           | 0           | -               | -               | -               | -                 | -                 | -                 | -         | -         | -         | 1     | 0     | 0     |
| 2021-2022             | FC Metz                  | Ligue 1               | 6           | 0           | 0           | 1               | 0               | 0               | -                 | -                 | -                 | -         | -         | -         | 7     | 0     | 0     |
| 2022-2023             | FC Metz                  | Ligue 2               | 28          | 3           | 3           | 3               | 0               | 0               | -                 | -                 | -                 | -         | -         | -         | 31    | 3     | 3     |
| 2023-2024             | FC Metz                  | Ligue 1               | 29          | 3           | 1           | 1               | 0               | 0               | -                 | -                 | -                 | 1         | 0         | 0         | 31    | 3     | 1     |
| 2024-2025             | FC Metz                  | Ligue 2               | 33          | 15          | 2           | 1               | 0               | 0               | -                 | -                 | -                 | 3         | 0         | 0         | 37    | 15    | 2     |
| 2025-2026             | FC Metz                  | Ligue 1               | 1           | 0           | 0           | -               | -               | -               | -                 | -                 | -                 | -         | -         | -         | 1     | 0     | 0     |
| Sous-total            | Sous-total               | Sous-total            | 98          | 21          | 5           | 7               | 0               | 0               | -                 | -                 | -                 | 4         | 0         | 0         | 109   | 21    | 5     |
| 2019-2020             | Pau FC (prêt)            | National              | 25          | 10          | 6           | 5               | 2               | 3               | -                 | -                 | -                 | -         | -         | -         | 30    | 12    | 9     |
| 2020-2021             | Pau FC (prêt)            | Ligue 2               | 30          | 3           | 4           | -               | -               | -               | -                 | -                 | -                 | -         | -         | -         | 30    | 3     | 4     |
| Sous-total            | Sous-total               | Sous-total            | 55          | 13          | 10          | 5               | 2               | 3               | -                 | -                 | -                 | -         | -         | -         | 60    | 15    | 13    |
| 2021-2022             | US Quevilly-Rouen (prêt) | Ligue 2               | 16          | 2           | 2           | -               | -               | -               | -                 | -                 | -                 | 2         | 0         | 1         | 18    | 2     | 3     |
| Total sur la carrière | Total sur la carrière    | Total sur la carrière | 169         | 36          | 18          | 12              | 2               | 3               | -                 | -                 | -                 | 6         | 0         | 1         | 187   | 38    | 22    |